# Waipa
Waipa är en 115 km lång flod på Nordön i Nya Zeeland. Den rinner upp i Rangitoto Range och flyter norrut via Otorohanga och Pirongia för att mynna i Waikatofloden i Ngaruawahia. Waipas största biflod är Puniu.